# Henadz Karpenka
Henadz Karpenka (en biélorusse Генадзь Карпенка), né le 17 septembre 1949 à Minsk (RSS de Biélorussie, URSS) et mort le 6 avril 1999 dans la même ville (en Biélorussie désormais indépendante), est un homme politique et scientifique biélorusse.

## Biographie
Henadz Karpenka est diplômé de l'institut pédagogique biélorusse en 1972 et a travaillé à l'institut de l'énergie nucléaire de l'académie des sciences de la République socialiste soviétique de Biélorussie. De 1983 à 1990 il était le directeur de l'entreprise de métallurgie des poudres à Maladetchna. Entre 1991 et 1994 Karpenka a été président de la Comité exécutif municipal de Maladetchna donc il était chef de l'administration locale. En 1990 Karpenka a obtenu son doctorat des sciences métallurgiques et est devenu membre correspondant de l'académie nationale des sciences de la Biélorussie. De 1990 à 1996 il était député du Soviet suprême de la République socialiste soviétique de Biélorussie et en 1996 Karpenka est devenu son vice-président. Après l'élection d'Alexandre Loukachenko en juillet 1994, Karpenka rejoint l'opposition. Lorsque Loukachenko a établi son propre parlement, il est resté un membre de la suprême soviétique. En janvier 1997 Karpenka a été élu président du Conseil économique national, qui avec d'autres organisations est devenu le fondement d'un cabinet de l'ombre. Il a fondé, avec d'autres, le Parti civil uni de Biélorussie et en décembre 1997 Karpenka est devenu le chef du Comité exécutif national de l'opposition. Karpenka est mort subitement d'une crise cardiaque. Les proches de Henadz Karpenka croient que sa mort était violente et les autorités de Biélorussie y avaient des rapports. La famille de Henadz Karpenka vit en Allemagne, où elle a reçu l'asile politique pour 6 ans.